# 小行星9000
小行星9000（英語：9000 Hal）是一颗围绕太阳公转的小行星。1981年5月3日，愛德華·鮑威爾在可可尼诺县发现了此天体。
这颗小行星的绝对星等为14.12等。小行星9000以小說《2001太空漫遊》的角色HAL 9000命名。